# Agrotis segetum nucleopolyhedrovirus A
Agrotis segetum nucleopolyhedrovirus A (abreviado AgseNPV-A) es una especie de virus del género Alphabaculovirus. El virus infecta la polilla Agrotis segetum, una plaga agrícola que se alimentan de casi toda variedad de vegetales y de granos muy importantes a nivel mundial. Se ha demostrado la infectividad cruzada del virus hacia la polilla Agrotis ipsilon.
AgseNPV-A también se conoce como el aislado polaco del virus. Por su parte, el Agrotis segetum nucleopolyhedrovirus B es el aislado de Oxford del mismo virus obtenido en especímenes Inglesas y Francesas. Se descubrió que ambos virus infectan larvas de A. segetum simultáneamente, pero se sabe poco sobre la posible interacción en este tipo de coinfecciones.
El virus contiene un dsADN ocluido con viriones en forma de bastón que infectan las etapas larvarias de las polillas.